# Clara Rockmore
Clara Rockmoreová (9. března 1911 – 10. května 1998) byla americká houslistka a virtuózka na theremin rusko-litevsko-židovského původu. Její sestra byla klavíristka Nadia Reisenbergová.

## Život

### Mládí
Clara Rockmoreová se narodila roku 1911 ve Vilniusu na Litvě, tehdy součásti Ruského impéria, do rodiny litevských židů. Měla dvě starší sestry, Annu a Nadiu. Když jí byly čtyři roky, přestěhovala se s rodinou do Petrohradu, kde se stala nejmladší studentkou tamější konzervatoře. Studovala ve třídě prominentního houslisty Leopolda Auera. V nepokojných časech po říjnové revoluci se její rodina rozhodla vystěhovat z Ruska. Cestovali na voze taženém koňmi a svou finanční situaci přilepšovali tím, že Clara s Nadiou vystupovaly na improvizovaných koncertech. Dostali se zpět do Vilniusu, kde se chtěli původně usadit, ale pokračovali nakonec do Polska, do Varšavy, kde žili do roku 1921, kdy jim byla udělena víza pro vystěhování do Spojených států.

### V emigraci

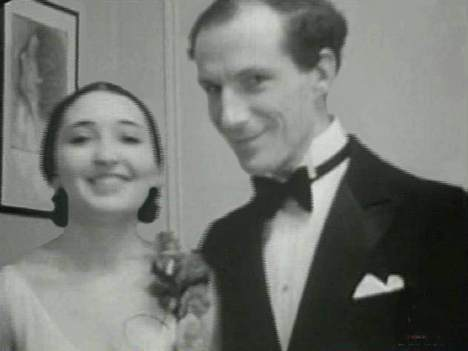
Clara Reisenbergová a Léon Theremin na oslavě jejích osmnáctin (1929)

V prosinci 1921 přistáli Reisenbergovi v New Yorku, kde se zapojili do života ruského emigrantského společenství. Clara se opět setkala s Leopoldem Auerem (který emigroval o 3 roky dříve) a znovu se u něj začala učit hru na housle. Díky píli a talentu se již v roce 1922 dostala na Institute of Musical Arts, kde se dále vylepšovala, takže roku 1928 byla přijata do prestižního Curtisova hudebního institutu. Zde vynikla nad ostatní žáky, a proto byla vybrána jako sólistka pro graduační koncert. Jenže během náročných příprav se projevily neblahé důsledky podvýživy v dětských letech za ruské revoluce a Claře se rozvinula artróza kloubů na pravé (smyčcové) ruce, takže byla nakonec donucena – přes veškeré úsilí bolest překonat a přes půlroční lečení – se na radu lékařů profesionální kariéry sólové houslistky vzdát.
Nicméně, roku 1928 potkala krajana Léona Theremina, který ji představil svůj vynález, elektrický hudební nástroj éterfon (později po něm nazvaný theremin), a Claru způsob hraní na něj zaujal a později přímo nadchnul – nedotýkala se totiž ničeho, tudíž si šetřila ruce. Projevila od počátku mimořádný talent pro hru na tento zvláštní nástroj (i díky svému absolutnímu sluchu), stala se prominentní thereministkou a pomohla významně svými připomínkami zlepšit konstrukci.
Přestože ji zamilovaný, o 15 let starší Theremin několikrát požádal o ruku, vzala si nakonec (1933) advokáta Roberta „Bobbyho“ Rockmorea. Neměli spolu žádné děti. Pár vedl život pokrokových intelektuálů; mezi jejich přátele (a Robertovy klienty) mj. patřili dramatik Eugene O'Neill anebo černošský hudebník Paul Robeson, s nímž Clara ve 40. letech společně vystupovala – což v rasově segregovaných USA vzbuzovalo pozdvižení – a dokonce mu roku 1949 poskytli i azyl ve svém letním domě, když se musel ukrývat pro své levicově-antirasistické postoje.
V letech 1991–93 natáčel o ní a Thereminovi režisér Steve Martin dokumentární film Theremin – An Electronic Odyssey; během té doby se opět po dlouhé setkala se svým dávným blízkým přítelem L. Thereminem (tehdy již 96letým). Poslední rok svého života trpěla vážnými zdravotními problémy (zápal plic, infarkt), nicméně slíbila sobě i okolí, že vydrží naživu, dokud neuvidí narození své praneteře – a její přání se jí vyplnilo, když se 8. května 1998 narodila Fiona Nadia Shermanová. Clara zemřela o 2 dny později ve věku 87 let, ve svém bytě na newyorském Manhattanu.
Její synovec Robert Sherman založil roku 2004 nadaci Nadia Reisenberg/Clara Rockmore Foundation, která se snaží pečovat o hudební odkaz Clary a Nadii.

### Kariéra
Až v roce 1977 vydala své první a jediné album, které nese název The Art of the Theremin, kde jí hrou na klavír doprovází její sestra Nadia. Toto album vzniklo za producentské spolupráce s vynálezcem a hudebníkem Robertem Moogem a jeho ženou Shirleigh.
Rockmoreová dotáhla hru na theremin k dokonalosti tím, že usměrnila svojí fyzickou kontrolu (prstoklad si osvojila při učení se na housle) a emoce dohromady, čímž v podstatě splynula s podstatou fungování tohoto hudebního nástroje.

## Alba
- The Art of the Theremin (1977)
- Clara Rockmore's Lost Theremin Album (2006) – obsahuje 16 skladeb, které se na původní album nevešly[6]